# Anna Janoušková
Anna Janoušková (* 12. Juli 1965) ist eine ehemalige tschechoslowakische Skilangläuferin.

## Werdegang
Janoušková trat international erstmals bei den Nordischen Junioren-Skiweltmeisterschaften 1984 in Trondheim in Erscheinung. Dort belegte sie den 23. Platz über 10 km und den neunten Rang mit der Staffel. Im folgenden Jahr lief sie bei den Nordischen Junioren-Skiweltmeisterschaften in Täsch auf den 21. Platz über 10 km. In der Saison 1986/87 errang sie in Cogne den zweiten Platz mit der Staffel und gewann bei der Winter-Universiade 1987 in Štrbské Pleso Bronze über 5 km, Silber über 10 km und Gold mit der Staffel. Bei den Weltmeisterschaften 1989 in Lahti lief sie auf den 18. Platz über 30 km Freistil, auf den 15. Rang über 10 km klassisch und auf den 11. Platz über 10 km Freistil. Zudem errang sie dort zusammen mit Ľubomíra Balážová, Zora Simčáková und Alžbeta Havrančíková den fünften Platz in der Staffel. In der Saison 1989/90 erreichte sie in Thunder Bay mit dem achten Platz über 15 km klassisch ihre beste Einzelplatzierung im Weltcup und zum Saisonende mit dem 24. Platz im Gesamtweltcup ihr bestes Gesamtergebnis. Ihre besten Platzierungen bei den Weltmeisterschaften 1991 im Val di Fiemme waren der 11. Platz über 10 km Freistil und der achte Rang mit der Staffel. Ihre letzten internationalen Rennen absolvierte sie bei den Olympischen Winterspielen 1992 in Albertville. Dort kam sie auf den 33. Platz über 15 km klassisch und auf den 27. Rang über 30 km Freistil.
Bei den tschechoslowakischen Meisterschaften siegte Janoušková  zweimal mit der Staffel von RH Jablonec (1986, 1987). Zudem wurde sie im Jahr 1993 tschechische Meisterin mit der Staffel und in den Jahren 1984 und 1985 tschechoslowakische Juniorenmeisterin über 10 km.